# Xã Huston, Quận Centre, Pennsylvania
Xã Huston (tiếng Anh: Huston Township) là một xã thuộc quận Centre, tiểu bang Pennsylvania, Hoa Kỳ. Năm 2010, dân số của xã này là 1.360 người.